# Strange Magic
Pour l’article homonyme, voir Strange Magic (film).
Singles de Electric Light Orchestra
Nightrider
(1976) Livin' Thing
(1976)
Pistes de Face the Music
Poker Down Home Town
Strange Magic est une chanson d'Electric Light Orchestra, parue en 1975 sur l'album Face the Music, puis en single l'année suivante, se classant 14e aux États-Unis et 38e au Royaume-Uni.